# Suurõ-Ruuga
Suurõ-Ruuga – wieś w Estonii, w prowincji Võru, w gminie Rõuge.